# Georg Stahl (Politiker, 1940)

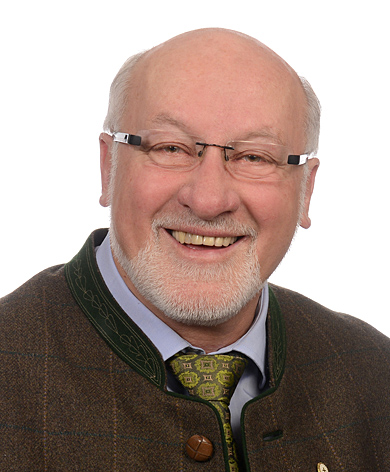
Georg Stahl

Georg Stahl (* 9. August 1940 in Pirk) ist ein deutscher Politiker (CSU) und ehemaliger Abgeordneter des Bayerischen Landtags.

## Ausbildung und Beruf
Georg Stahl machte nach dem Besuch der Volksschule (1946 bis 1954) in den Jahren 1954 bis 1958 eine Lehre zum Spengler und Installateur und beendete diese mit der Gesellenprüfung. Zwei Jahre später machte er eine zweite Ausbildung zum Steuerfachgehilfen. Im Anschluss leistete er seinen 18-monatigen Grundwehrdienst. Zwischen 1966 und 1969 besuchte er eine Berufsaufbau- und Vollzeitschule mit Erlangung der Mittleren Reife. Während dieser Zeit arbeitete er in seinem erlernten Beruf als Steuergehilfe. Von 1969 bis 1973 war er als Steuerfachangestellter in einem Steuerbüro in Weiden (Oberpfalz) angestellt. Von 1972 bis 2002 war er ehrenamtlicher Bürgermeister der Gemeinde Pirk. Er ist römisch-katholisch, verwitwet und hat zwei Kinder.

## Politik
Georg Stahl trat 1966 in die Junge Union ein und ist seit 1970 Mitglied der CSU. Er war in seiner Partei von 1970 bis 2001 Ortsvorsitzender in Pirk und von 1980 bis 1984 Stellvertretender CSU-Kreisvorsitzender.
Seit 1972 ist er Kreisrat im Kreistag des Landkreises Neustadt an der Waldnaab. Von 1990 bis 1999 war er Kreisvorsitzender des Bayerischen Gemeindetages und von 1996 bis 2002 zweiter stellvertretender Landrat.
Von September 1998 bis Oktober 2008 war Georg Stahl Mitglied des Landtags. Im Parlament war er Mitglied im Ausschuss für Bildung, Jugend und Sport und im Ausschuss für Fragen des öffentlichen Dienstes. Zudem übernimmt er die Funktionen eines Mitgliedes im Parlamentarischen Beirat der Landeszentrale für Politische Bildung und in den Arbeitsgruppen Sport sowie Abwasser und Wasserversorgung. Bei der Wahl 2008 zum Bayerischen Landtag stand Georg Stahl wieder zur Wahl, jedoch nicht mehr als Direktkandidat, sondern als "reiner" Listenkandidat. Über diese Wahlkreisliste konnte Stahl aber nicht mehr in das Parlament einziehen.

## Sonstige Ämter
Georg Stahl ist aktiv im heimatlichen Sport- und Feuerwehrverein. Als Vorsitzender bzw. Vorstandsmitglied ist er im BRK-Kreisverband und im Träger- und Förderverein GEO-Zentrum an der KTB in Windischeschenbach aktiv.